# Pseudohaje goldii
Espèce
Synonymes
- Naia goldii Boulenger, 1895
- Naia guentheri Boulenger, 1897

Pseudohaje goldii est une espèce de serpents de la famille des Elapidae.

## Répartition
Cette espèce se rencontre en Angola, au Congo-Kinshasa, au Burundi, au Rwanda, en Ouganda, au Kenya, en Centrafrique, au Congo-Brazzaville, au Gabon, au Cameroun, au Nigeria et au Ghana.

## Description
L'holotype de Pseudohaje goldii, un mâle, mesure 1 750 mm. C'est un serpent venimeux.

## Étymologie
Cette espèce est nommée en l'honneur du gouverneur George Taubman Goldie.

## Publication originale
- Boulenger, 1895 : On some new or little-known reptiles obtained by W. H. Crosse Esq. on the Niger. Annals and Magazine of Natural History, ser. 6, vol. 16, p. 32-34 (texte intégral).